# قیفک کلمبین
قیفک کلمبین (نام علمی: Conus colombianus) نام یک گونه از سرده قیفک‌ها است.